# Médaille pour service en temps de guerre à l'étranger
La Médaille pour service en temps de guerre à l’étranger (en espagnol : Medalla por servicios en « Guerra Internacional ») est une décoration militaire décernée par la Colombie. Créée en 1952, la médaille a été décernée en deux catégories aux membres des Forces militaires de Colombie qui se sont distingués au combat pendant la guerre de Corée.

## Contexte
La Médaille pour service en temps de guerre à l’étranger a été créée par le décret n°812 de 1952. La médaille est décernée aux membres des forces armées qui servent dans des conflits internationaux à l’étranger. La médaille est décernée en deux classes, la Croix de fer (Cruz de Hierro) et l’Étoile de bronze (Estrella de Bronce). La Croix de fer a été décernée aux membres des forces armées qui se sont distingués par un dévouement méritoire à leur devoir au cours d’opérations de combat. La Croix de fer pouvait également être ornée d’un laurier pour bravoure remarquable. L’Étoile de bronze a été décernée par décret du Gouvernement national aux membres des forces armées qui ont servi dans la guerre internationale. La médaille est décernée sur recommandation du commandant du théâtre d'opérations concerné au commandement général des forces armées. Le commandant du théâtre fournit les documents nécessaires montrant que les récipiendaires ont satisfait aux conditions d’attribution de la médaille. La Médaille pour service en temps de guerre à l’étranger n’a été attribuée que pendant la guerre de Corée.

## Apparence
La croix de fer est une croix en fer noirci de 44 millimètres de large avec un bord perlé. Au centre de l’avers se trouvent les armoiries de la Colombie. Au revers, au centre, se trouve un Taijitu avec quatre trigrammes et une inscription. Sur la brache gauche sont inscrits ACCION DISTINGUIDA DE VALOR et sur la branche droite CAMPANA DE COREA (Campagne de Corée).
L’étoile de bronze est une étoile à cinq branches facettées en bronze. Sur l’avers, au centre, se trouvent les armoiries de la Colombie entourées d’une couronne. Au revers, au centre, se trouve l’inscription CAMPANA DE COREA au-dessus d’un Taijitu et de trigrammes.
Les médailles sont accrochées à un anneau suspendu à un ruban distinctif identique. Le ruban est blanc et bordé aux deux extrémités de jaune, bleu et rouge, les couleurs du drapeau de la Colombie. Au centre du ruban se trouvent un Taijitu rouge et bleu et quatre trigrammes noirs. D’autres récompenses sont indiquées par une feuille de chêne en bronze sur le ruban.
Dans l’ordre protocolaire des décorations militaires colombiennes, la médaille est classée après l’Ordre militaire de San Mateo, mais avant la médaille militaire « Pour bravoure ».